# Santillana del Mar
Santillana del Mar település Spanyolországban, Kantábria autonóm közösségben. Santillana del Mar Alfoz de Lloredo, Reocín, Torrelavega, Polanco és Suances községekkel határos. Lakosainak száma 4211 fő (2024).

## Népesség
A település népessége az elmúlt években az alábbi módon változott:
| Lakosok száma | 3926 | 4006 | 4007 | 4021 | 4210 | 4197 | 4154 | 4207 | 4250 | 4211 |
|               | 2001 | 2004 | 2007 | 2009 | 2012 | 2014 | 2017 | 2019 | 2022 | 2024 |